# Зёлле, Хорст
Хорст Зёлле (нем. Horst Sölle; 3 июня 1924, Лейпциг, Веймарская Республика — 6 октября 2016, Цойтен, Германия) — восточногерманский государственный деятель, министр внешней и внутригерманской торговли ГДР (1965—1986).

## Биография
Родился в семье ремесленника. Окончив среднюю школу, в 1940—1942 годах получал торговое образование. В 1942 году был призван на службу в вермахт, в 1944 году унтер-офицером попал в советский плен, освобождён в августе 1945 года.
Вернувшись в Германию, в 1945 году вступил в Социал-демократическую партию Германии, после слияния партий стал членом СЕПГ. В 1946—1947 годах обучался на рабфаке в Лейпциге, затем был зачислен в Лейпцигский университет. По окончании университета в 1950 году работал инструктором в министерстве транспорта. В 1952—1962 годах занимал инструкторскую должность, затем руководил сектором внешней торговли, отделом торговли, снабжения и внешней торговли ЦК СЕПГ. С января 1963 по март 1965 года занимал должность статс-секретаря в министерстве внешней и внутригерманской торговли.
С марта 1965 по май 1986 года — министр внешней и внутригерманской торговли (некоторое время должность называлась «министр внешнеэкономических связей», затем «министр внешней торговли»).
В мае 1986 года он был назначен заместителем председателя Совета Министров ГДР и занимал эту должность до 7 ноября 1989 года. С ноября 1988 по 1989 года являлся постоянным представителем ГДР в Совете экономической взаимопомощи.
Член ЦК СЕПГ (1976—1989), кандидат в члены ЦК СЕПГ (1963—1976).

## Награды и звания
- Почётная пряжка в золоте к Ордену «За заслуги перед Отечеством» 1-й степени
- Орден «За заслуги перед Отечеством» 1-й степени
- Орден Карла Маркса
- Орден Дружбы народов (1 июня 1984 года, СССР)